# Mexitlia trivittata
Mexitlia trivittata là một loài nhện trong họ Dictynidae.
Loài này thuộc chi Mexitlia. Mexitlia trivittata được Richard C. Banks miêu tả năm 1901.